# Tacuinum sanitatis

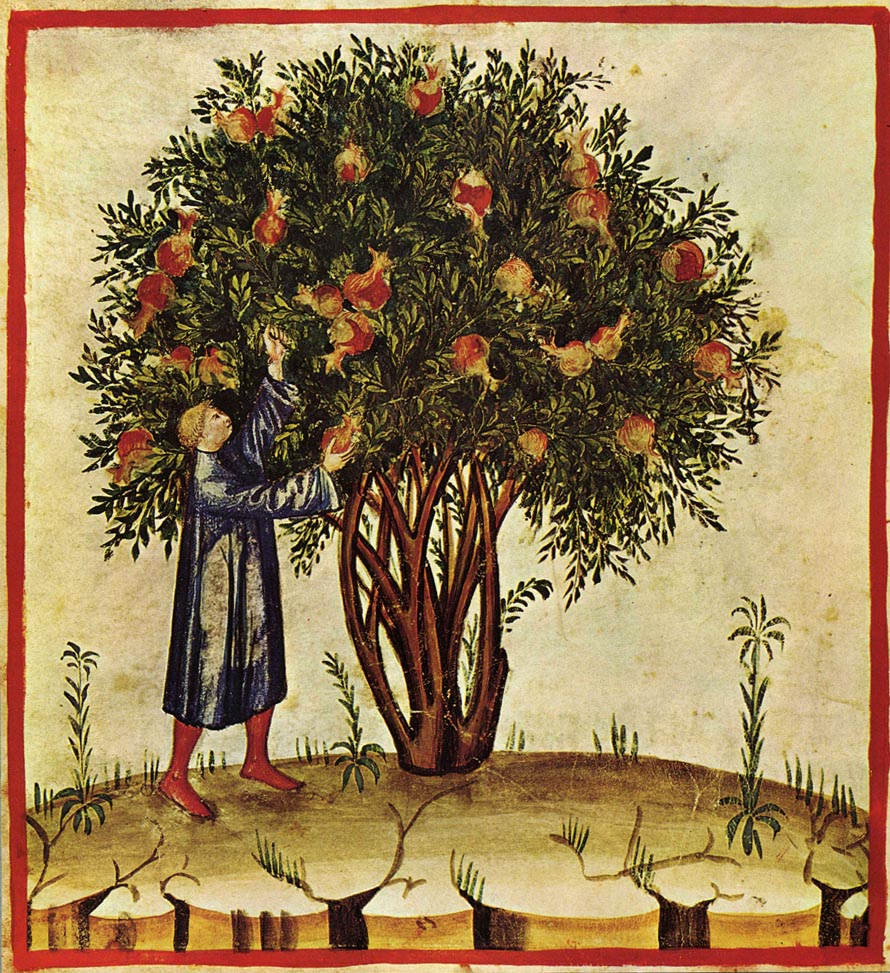
Tacuinum sanitatis, Lombardia, późny XIV wiek (Biblioteca Casanatensis, Rzym)

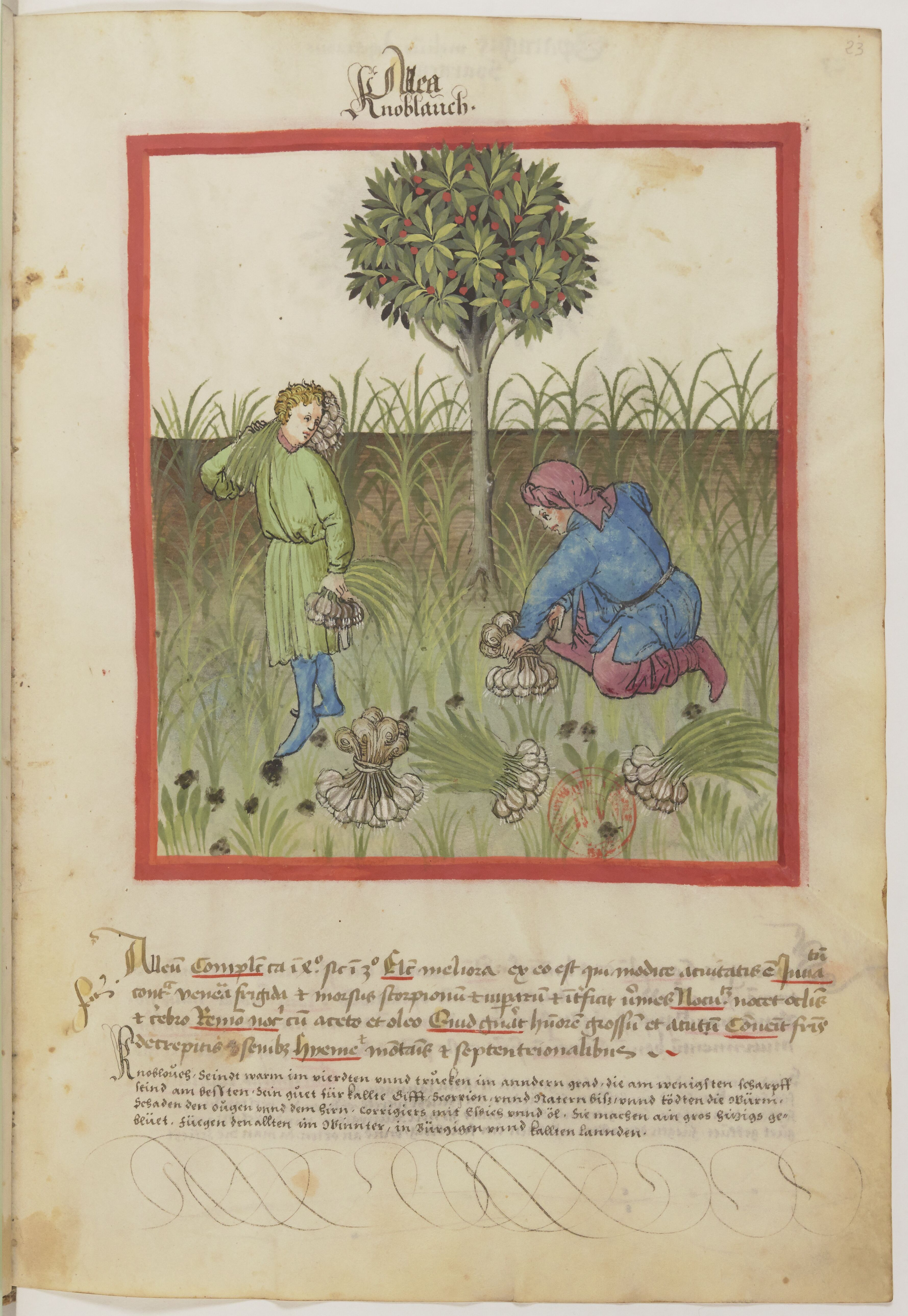
Zbiory czosnku, z Tacuinum sanitatis, około roku 1400 (Bibliothèque nationale, Paryż)

Tacuinum (czasem Taccuinum) sanitatis – średniowieczny podręcznik dotyczący zdrowego stylu życia. Jego pierwowzorem była arabska księga Taqwin al‑sihha (تقوين الصحة, „Tabele zdrowia”), napisana w XI wieku przez Ibn Butlana z Bagdadu. Krążące po Europie, skierowane głównie do kulturalnych, bogatszych odbiorców rękopisy w kilku różnych wersjach łacińskich były bardzo bogato ilustrowane.
Księga opisuje właściwości i wpływ na zdrowie różnych roślin i rodzajów jedzenia, jednak przede wszystkim skupia się na opisie sześciu najważniejszych warunków zdrowego trybu życia. Są to:
- jedzenie i napoje we właściwych ilościach i rodzajach
- świeże powietrze
- rozróżnienie między ruchem i wypoczynkiem
- rozróżnienie między snem i jawą
- właściwości humorów w ciele (według klasycznej anatomii charakter człowieka i działanie jego organizmu zależą od czterech powiązanych z porami roku i żywiołami „humorów” – krwi, żółci, czarnej żółci i flegmy)
- wpływu na ciało człowieka stanu jego umysłu

Choroba bierze się z niedobrego zrównoważenia tych elementów, z czego wynika, że zdrowe życie opiera się na równowadze.
Księga została przetłumaczona z arabskiego na łacinę prawdopodobnie w połowie XIII wieku w Palermo lub Neapolu.
Trzy pięknie ilustrowane egzemplarze Tacuinum z końca XIV wieku (wszystkie napisane w Lombardii) zachowały się do dzisiaj w Wiedniu, Paryżu i Rzymie. Zachowały się również pojedyncze ilustracje z innych egzemplarzy dzieła. Nieilustrowane egzemplarze Tacuinum to zbiory opisanych tabel. Pierwszy drukowany egzemplarz dzieła datuje się na rok 1531.
Tacuinum sanitatis było bardzo popularne w późnośredniowiecznej Europie. Do dziś w języku włoskim słowo taccuino oznacza kieszonkowy podręcznik, przewodnik lub notatnik.
W księdze znaleźć można również pierwszą udokumentowaną ilustrację marchwi.